# St. Peter und Paul (Weidenberg)

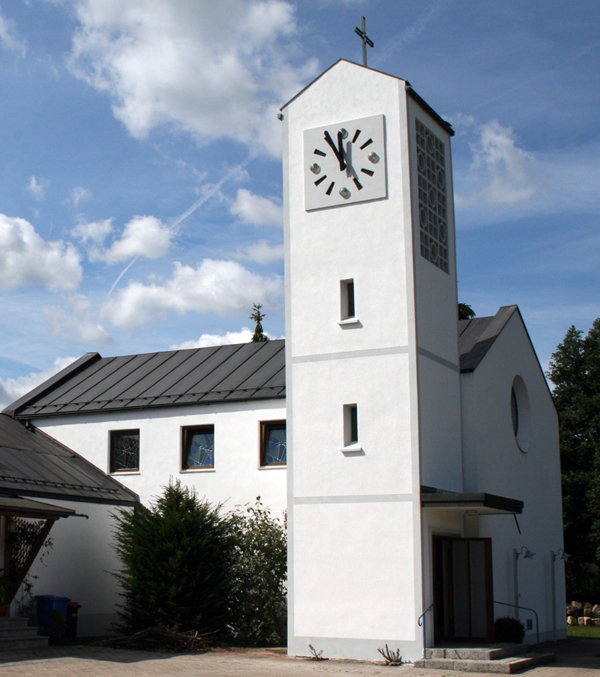
Pfarrkirche St. Peter & Paul

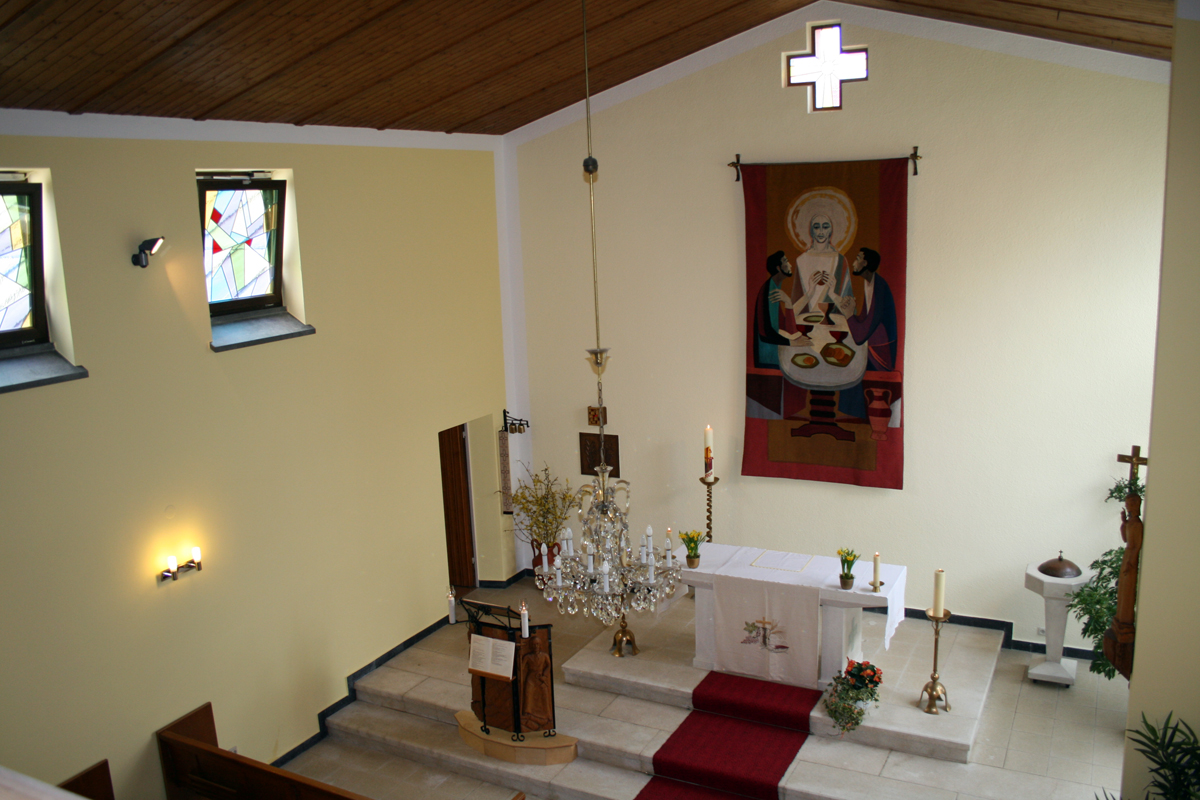
Pfarrkirche St. Peter & Paul

Die Pfarrkirche St. Peter und Paul in Weidenberg ist der kirchliche Mittelpunkt für die Alt-Katholiken in Oberfranken und der nördlichen Oberpfalz.

## Geschichte
Durch den Zuzug Heimatvertriebener kamen auch alt-katholische Christen in den Raum Oberfranken. Sie stammten vorwiegend aus dem Sudetenland und gehörten vorher zum Bistum Warnsdorf. Unter ihnen waren viele Glasmacher aus dem Isergebirge, die nach dem Zweiten Weltkrieg schwerpunktmäßig in Fichtelberg und Weidenberg die Glasindustrie gründeten. Seit 1948 wurden die ersten altkatholischen Gottesdienste in der Region gehalten. Gastrecht gewährte die evangelische Christuskirche in Fichtelberg. Bis zum Bau einer eigenen Kirche diente auch das ehemalige Schützenhaus als Provisorium für Gottesdienste und weitere Veranstaltungen der Gemeinde. Am 1. November 1954 wurde für Oberfranken ein Pfarrvikariat der Pfarrgemeinde Nürnberg mit Sitz in Weidenberg eingerichtet. Die Gründung als selbstständige Parochie erfolgte am 29. Januar 1955, während am 3. April des gleichen Jahres die Gründung der Pfarrgemeinde Oberfranken, bestehend aus den Kirchengemeinden Weidenberg und Fichtelberg sowie den Diasporagemeinden Bayreuth, Coburg, Hof, Münchberg und Warmensteinach, auf dem alt-katholischen Gemeindetag in Bayreuth beschlossen wurde. Der Gesamtkirchenvorstand hatte bereits 1958 die Erbauung eines Gotteshauses als vordringliche Aufgabe bezeichnet und im Frühjahr 1959 mit der Bauplanung begonnen. Die Planfertigung und Bauleitung wurde dem Architekten Robert Hübner, Mittlernhammer, übertragen. Im August 1959 kam die erste anglikanische Jugendgruppe aus England nach Weidenberg. Der gemeinsame Gottesdienst wurde im Schützenhaus Kilchert gefeiert. Unter dem Eindruck der dürftigen Räume spendete auf Initiative des damaligen Jugendleiters Jack Witten die Church of England den Betrag von 1000 Pfund Sterling für den Bau der neuen Kirche. Weitere Spenden und Zuschüsse aus den USA, der Schweiz, vom Bayerischen Staat, vom Katholischen Bistum der Alt-Katholiken in Deutschland, vom Bundesministerium für gesamtdeutsche Fragen und von der Landessynode erbrachten zusammen mit den Eigenleistungen und Spenden der Gemeindemitglieder einen erheblichen Betrag. Der Markt Weidenberg stellte unter dem damaligen Bürgermeister Georg Hagen ein baureifes Grundstück in Erbbaurecht zur Verfügung. Die in Bindlach stationierten amerikanischen Soldaten baggerten mit ihren Maschinen kostenlos den Baugrund aus und spendeten später auch die Kirchenbänke. Am 15. Oktober 1961 erfolgte die Grundsteinlegung der Kirche. Den Taufstein stiftete Erwin Posselt aus Warmensteinach, Altar und Tabernakel die Schwedische Kirche, Lüster und Innenbeleuchtung die Gablonzer Industrie aus Weidenberg und Fichtelberg, das Turmkreuz die englische Jugendgruppe, die bis zu diesem Zeitpunkt schon zweimal in Weidenberg zu Gast war. Die Einweihung des Gotteshauses zu Ehren der Apostel Peter und Paul wurde im Rahmen eines Pontifikalamtes am 16. September 1962 durch Bischof Johann Josef Demmel vorgenommen. Assistiert wurde er dabei von den Priestern Professor Dr. Werner Küppers aus Bonn und Pfarrer Fuchs aus Nürnberg. Am 28. Juni 1970 fand die Weihe der von dem evangelischen Kirchennachbarn Hans Schröder gestifteten Glocken durch Bischof Josef Brinkhues statt. Die Inschrift der ersten Glocke lautet „Friede sei mit Euch“, die der zweiten Glocke: „Zur Freiheit berufen“. Im Jahr 1978 erfolgte die Neugestaltung des Altarraumes und im Jahr 1999 der Einbau einer Edenhofer-Orgel. Der Neu- und Erweiterungsbau des Gemeindezentrums konnte 2002 fertiggestellt werden. Die letzte Ausmalung der Kirche und Umgestaltung des Innenraums der Kirche geschah 2008. Im September 2009 konnte die komplette Außenrenovierung der Pfarrkirche vollendet werden. Hierbei wurden auch die Turmuhren und die Steuerungsanlage für die Glocken und Turmuhren erneuert.

## Orgel

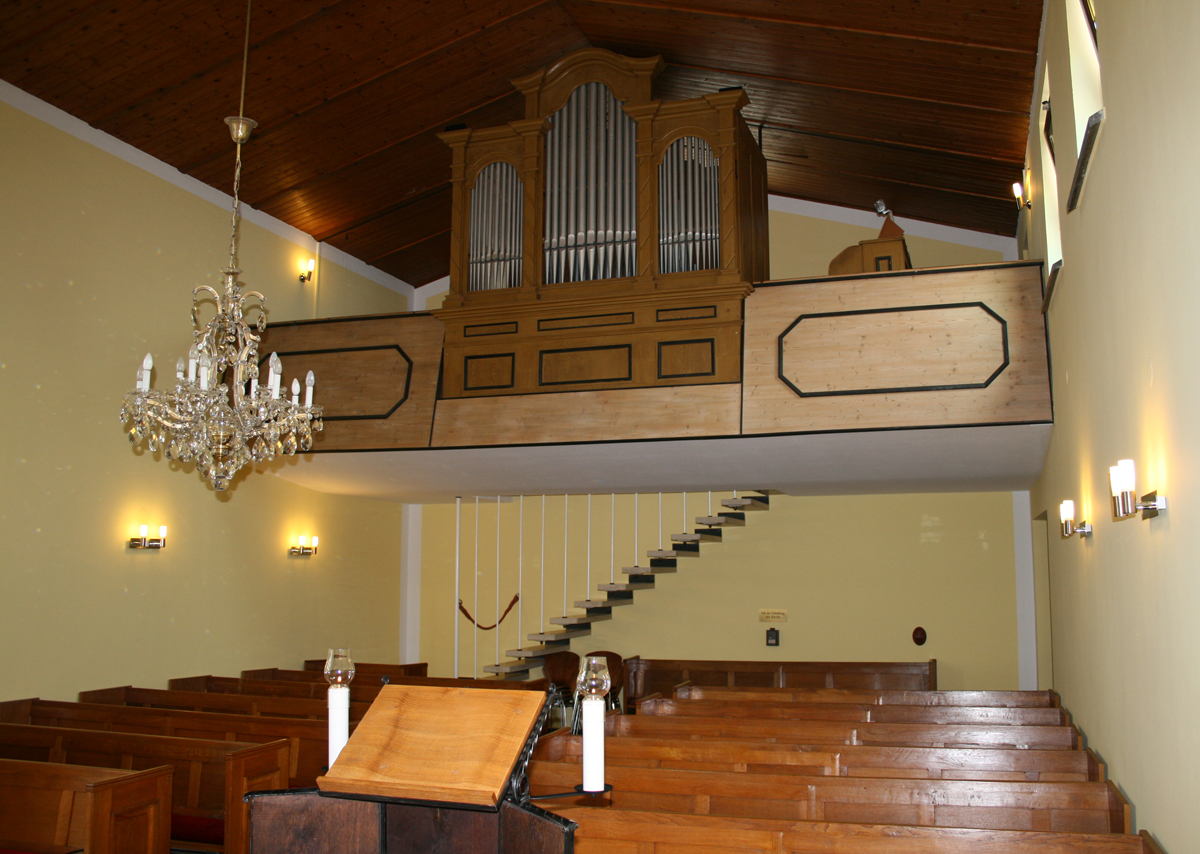
Orgel in der Pfarrkirche St. Peter & Paul

Die neue Orgel wurde im Jahr 1920 von der Firma Ludwig Edenhofer, Deggendorf, gebaut. Die Firma war bereits 1852 in Regen vom gleichnamigen Vater des Orgelbauers gegründet worden.
Der Sohn Ludwig Edenhofer führte die Firma weiter, bis er sie 1921 verkaufte. Bis dahin dürfte er rund 150 Orgeln ausgeliefert haben. Eine seiner letzten, Opus 146, war die neue Orgel in Weidenberg. Die nächste Edenhofer-Orgel steht nicht weit entfernt in Kirchenpingarten.
Edenhofer hatte die Orgel für die römisch-katholische Filialkirche Allersdorf der Gemeinde Kollnburg im Bayerischen Wald gebaut, wo sie bis 1998 ihren Dienst tat. Durch Verschleiß und Verschmutzung war ihr Klang so beeinträchtigt, dass sich die Kirchengemeinde für den Erwerb einer größeren und besser erhaltenen gebrauchten Orgel entschied. So wurde die Edenhofer-Orgel abgebaut und konnte von der altkatholischen Weidenberger Kirchengemeinde erworben werden, nachdem Orgelbauer Christian Schrembs aus Regensburg auf sie aufmerksam gemacht hatte. Er baute sie in der Kirche auf, Gemeindemitglieder hatten unter seiner Anleitung den Transport durchgeführt.
Ludwig Edenhofer gab der Orgel folgende Disposition:
| I Manual C–f3 |
| Gedeckt 8′    |
| Gamba 8′      |
| Salicional 8′ |
| Prinzipal 4′  |

| Pedal C–d1 |     |
| Subbass    | 16′ |

- Koppeln: Pedalkoppel, Hochoktavkoppel komplett ausgebaut bis f4.
- Spielhilfen: FF/O.

Anmerkungen
1. ↑  36 Holz gedeckt, 18 Zinn gedeckt, 12 Zinn offen.
2. ↑  22 Zink offen, 44 Zinn offen.
3. ↑  12 Holz offen, 12 Zink offen, 42 Zinn offen.
4. ↑  32 Zink offen im Prospekt, 34 Zinn offen innen.
5. ↑  27 Holz gedeckt.

- 5 Register.
- Windversorgung:
  - Magazinbalg.
- Windlade: Manualregister: Taschenlade (stehend); Pedalregister: Kegellade
- Spieltisch:
  - Freistehend.
  - 1 Manual.
  - Pedal.
- Traktur:
  - Tontrakur: Pneumatisch.
  - Registertraktur: Pneumatisch.

Im Jahr 2008 wurde mit einer Restaurierung und Erweiterung der Orgel begonnen.

## Glocken

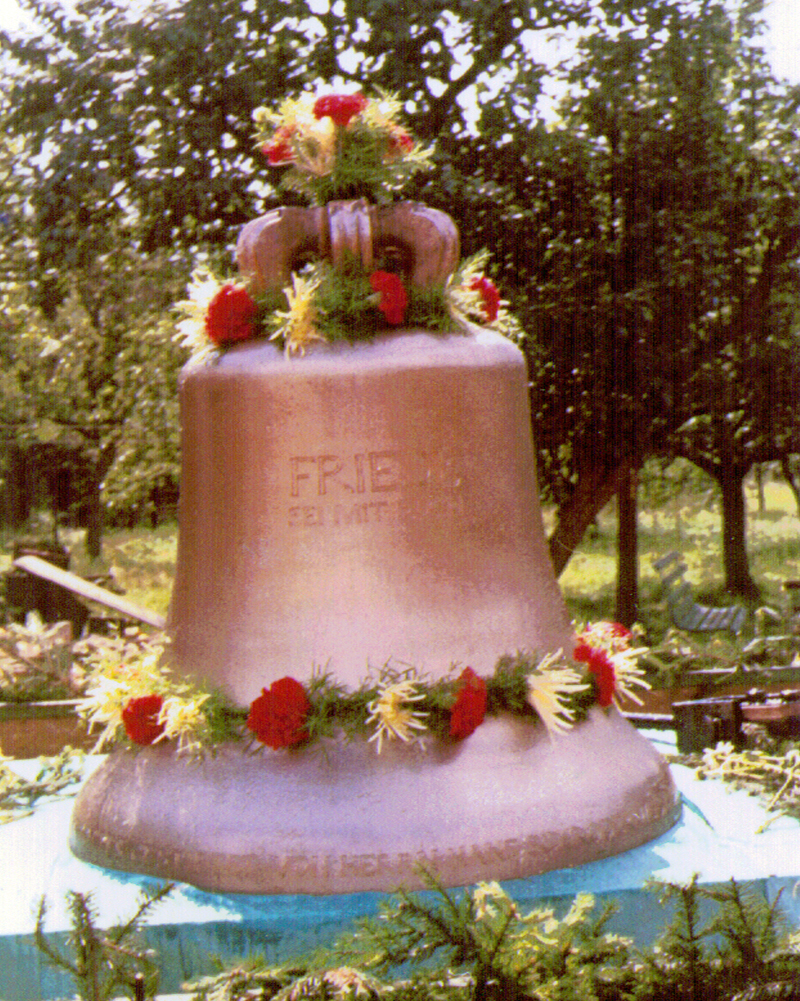
Glocke "Friede"

Die Weihe der zwei Glocken erfolgte am 28. Juni 1970 durch Bischof Josef Brinkhues.
Das Material der Glocken ist Kupfer-Zinn-Bronze (78/22/1 %).
- Glocke FRIEDE

Ton: cis" 240 kg 75 cm Ø
Inschrift: „Friede sei mit euch (Lk 24,36) Zur Ehre Gottes gestiftet von Herrn Hans Schröder Weidenberg AD 1970“
- Glocke FREIHEIT

Ton: e" 150 kg 63 cm Ø

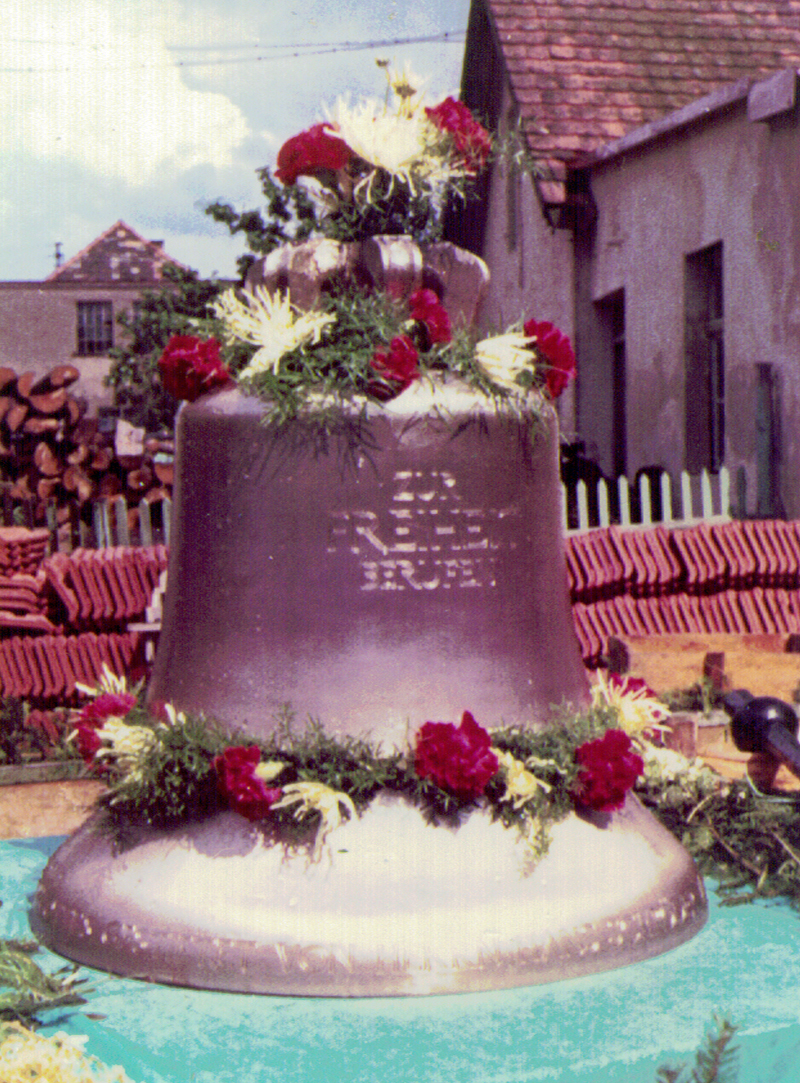
Glocke "Freiheit"

Inschrift: „Zur Freiheit berufen (Gal 5,13) Zur Ehre Gottes gestiftet von Herrn Hans Schröder Weidenberg AD 1970“
- Glockengießerei F. W. Schilling, Heidelberg
- Die Glockenbronze lieferte das Hüttenwerk Ulm, GmbH
- Die elektrischen Läuteanlagen stammen von der Firma Herforder Elektrizitäts-Werke, Herford
- Der Glockenstuhl kam von der Firma Bayreuther Turmuhren, Karl Dittmar, Bayreuth
- Das Weidenberger Sägewerk Ernst Gebert stellte die notwendigen Balken und anderes Bauholz bereit.